# 大分県医師会
一般社団法人大分県医師会（いっぱんしゃだんほうじんおおいたけんいしかい、英称 Oita Medical Association）は、大分県の医師を会員とする法人。

## 本部所在地
- 〒870-8563 大分県大分市駄原2892-1

## 市郡医師会
- 中津市医師会 〒871-0162 中津市永添2110-8
- 豊後高田市医師会 〒879-0605 豊後高田市御玉129 近藤 幸雄方
- 宇佐市医師会 〒872-0102 宇佐市南宇佐635
- 国東市医師会 〒873-0511 国東市国東町小原152-1 ジョイフリーレジデンスZ-1 105
- 速見郡杵築市医師会 〒879-1506 速見郡日出町3884-15
- 別府市医師会 〒874-0908 別府市上田の湯町10-5
- 大分市医師会 〒870-1133 大分市宮崎1315
- 大分東医師会 〒870-0251 大分市大在中央1-12-1 メゾン芦刈102号
- 大分郡市医師会 〒870-0876 大分市荏隈字庄の原1790-1
- 豊後大野市医師会 〒879-7152 豊後大野市三重町百枝1086-12
- 玖珠郡医師会 〒879-4412 玖珠郡玖珠町山田2696
- 日田市医師会 〒877-1232 日田市清水町803-1
- 竹田市医師会 〒878-0025 竹田市拝田原448
- 臼杵市医師会 〒875-0051 臼杵市戸室字長谷1131-1
- 津久見市医師会 〒879-2401 津久見市千怒6011
- 佐伯市医師会 〒876-0811 佐伯市鶴谷町1-7-28